# 曲绍文
曲绍文（1928年11月—2019年4月23日），男，山东黄县人，中华人民共和国政治人物，曾任中共黑龙江省委副秘书长兼办公厅主任，黑龙江省人大常委会副主任。